# Кієвці
Кі́євці (болг. Киевци) — село в Габровській області Болгарії. Входить до складу общини Габрово.

## Населення
За даними перепису населення 2011 року у селі проживали 132 особи, з них 126 осіб (99,2%) — болгари.
Розподіл населення за віком у 2011 році:
Динаміка населення: